# Vilanova del Camí
Vilanova del Camí est une commune de la comarque d'Anoia dans la province de Barcelone en Catalogne (Espagne).

## Jumelage
Amilly (Loiret) (France)